# Långstjärtad minivett
Långstjärtad minivett (Pericrocotus ethologus) är en vanlig och vida spridd asiatisk fågel i familjen gråfåglar inom ordningen tättingar.

## Utseende och läte
Långstjärtad minivett är en 20 cm lång fågel som liknar flera närbesläktade arter med hanens svartröda dräkt och honans gulgröna. Hanen är svart på huvud, ovansida och strupe, medan resten av undersidan är röd. Den har även röd övergump, röda yttre stjärtpennor och röd vingspegel. Unikt för arten är ett rött streck även nerför armpennorna. På honan är hanens svart och röda färger ersatt av grågrönt och gult. Den är även gul på panna och ögonbrynsstreck, medan örontäckarna är grå och strupen ljusgul, ljusare än resten av undersidan. Lätet är en distinkt upprepad vissling: "pi-ru".

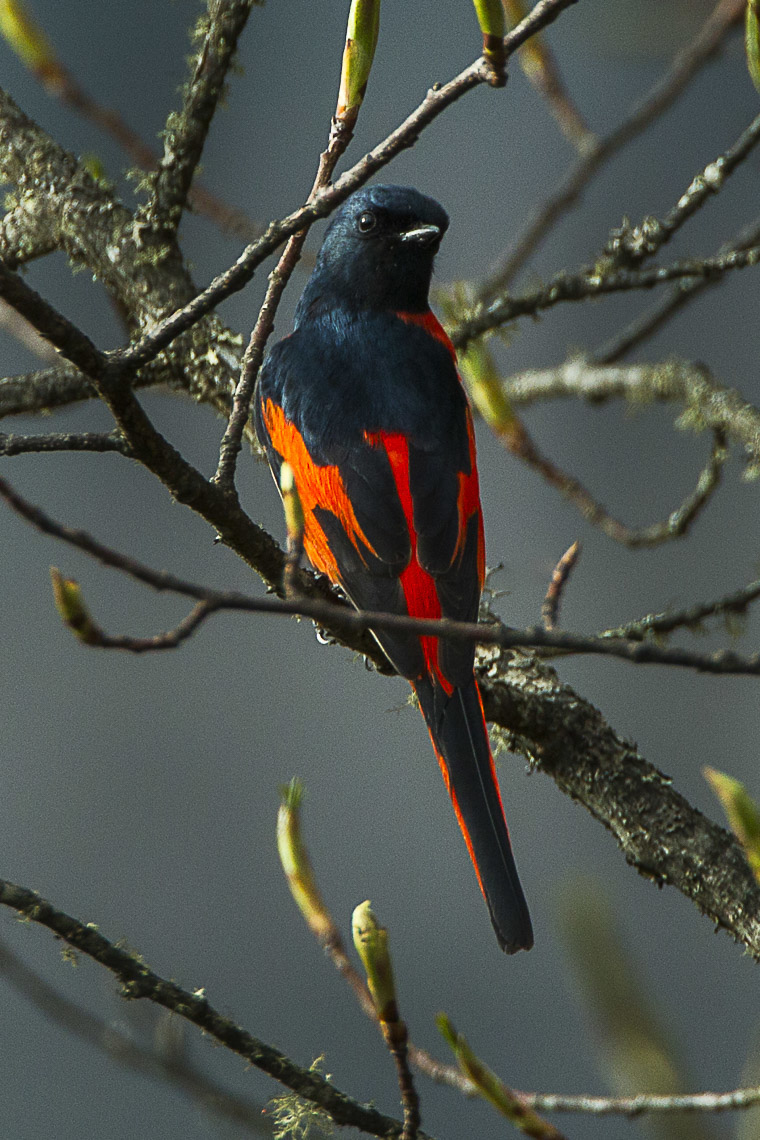
Hane i Bhutan.

## Utbredning och systematik
Långstjärtad minivett delas in i sju underarter med följande utbredning:
- Pericrocotus ethologus favillaceus – förekommer i Himalaya från Afghanistan och Kashmir till Nepal
- Pericrocotus ethologus laetus – förekommer från östra Nepal till Sikkim, Bengalen och västra Assam (Khasibergen)
- Pericrocotus ethologus ethologus – förekommer i nordöstra Indien (östra Assam), norra Myanmar och centrala Kina (Inre Mongoliet, Hebei och södra Shanxi söderut till sydvästra Gansu, sydöstra Qinghai, Yunnan och Guizhou); vintertid flyttar den så lång söderut som till norra Thailand, norra Laos och norra Vietnam Tonkin
- Pericrocotus ethologus yvettae – förekommer i nordöstra Myanmar och södra Kina (västra och sydvästra Yunnan)
- Pericrocotus ethologus mariae – förekommer i nordöstra Inden (sydöstra Assam), östra Bangladesh och västra Myanmar (Chin Hills)
- Pericrocotus ethologus ripponi – förekommer i sydvästra Kina (Yunnan), östra Myanmar (södra Shan-staterna) och nordvästra Thailand
- Pericrocotus ethologus annamensis – förekommer i södra Vietnam (Da Lat-platån)

Långstjärtad minivett behandlades länge som en del av kortnäbbad minivett (P. brevirostris), men dessa är delvis sympatriska. Dess närmaste släktingar är förutom brevirostris även floresminivett (P. lansbergi) och sundaminivett (P. miniatus).

## Levnadssätt
Långstjärtad minivett återfinns i olika typer av skogsområden, vintertid även i öppnare områden med mycket träd. Den livnär sig huvudsakligen av insekter, som skalbaggar, steklar, gräshoppor, flugor och insektslarver, men även bland annat spindlar. Fågeln häckar mellan april och juni. Nordliga populationer flyttar söderut under vintern.

## Status och hot
Arten har ett stort utbredningsområde och en stor population med stabil utveckling och tros inte vara utsatt för något substantiellt hot. Utifrån dessa kriterier kategoriserar internationella naturvårdsunionen IUCN arten som livskraftig (LC). Världspopulationen har inte uppskattats men den beskrivs som vanlig i större delen av utbredningsområdet men fåtalig och lokalt förekommande i Bangladesh.